# The Arrest of a Pickpocket
The Arrest of a Pickpocket er en britisk stumfilm fra 1895 af Birt Acres.